# Löwlerbund
Der Löwlerbund, auch Gesellschaft von dem Leon, war eine gegen den Herzog von Bayern-München gerichtete Adelsgesellschaft im 15. Jahrhundert im Bayerischen Wald und in Niederbayern. Er lehnte sich mit Unterstützung des Kaisers Friedrich III. gegen Herzog Albrecht IV. auf.

## Vorgeschichte
Bereits 1466 hatte sich die Ritterschaft des Bayerischen Waldes unter Führung des Hans von Degenberg zum „Böcklerbund“ zusammengeschlossen, war dann aber 1468/69 im Böcklerkrieg vom Herzog niedergeworfen worden. Albrecht, der damals noch die volle Rückendeckung des Kaisers Friedrich III. besaß, hatte sich in der Zwischenzeit einen beträchtlichen Machtzuwachs verschafft, wodurch er sich schließlich auch den Kaiser zum Feind machte, der 1487 gegen ihn die Gründung des Schwäbischen Bundes befahl.
Auf einem Landtag in München 1488 forderte Albrecht das nötige „Reisgeld“, um ein Söldnerheer für den Kampf gegen den Schwäbischen Bund auszurüsten. Die Ritterschaft, die gewohnt war, ihre Verpflichtungen durch Heeresfolge zu erfüllen, lehnte diese Forderung ab. Daraufhin ließ der Herzog die Steuer der Hintersassen zwangsweise eintreiben und ließ erklären, der Herzog habe auch ohne Zustimmung der Landschaften das Recht auf Steuererhebung.

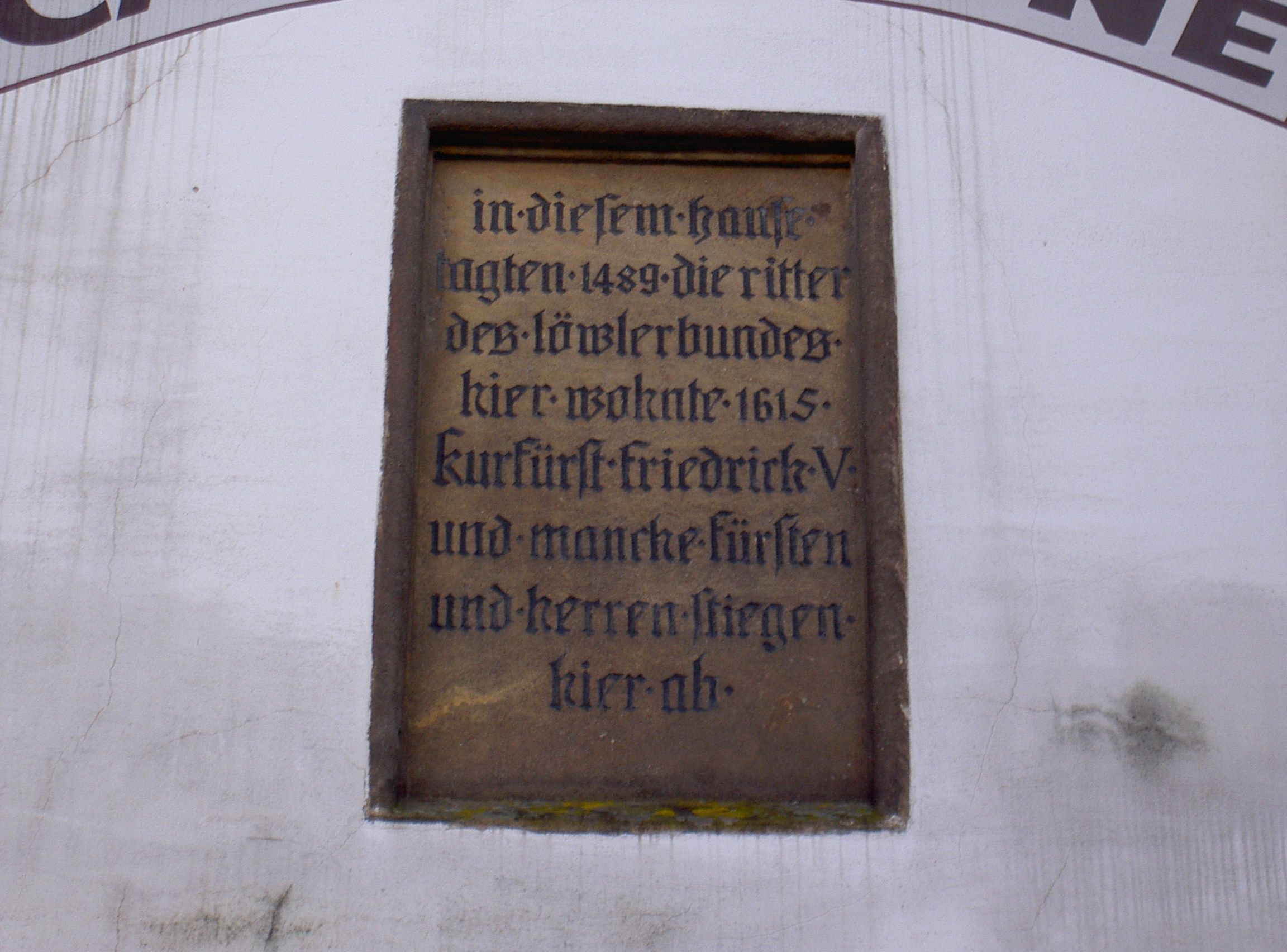
Cham Marktplatz 4 Gedenktafel am ehemaligen Gasthof Krone

## Die Bundesgründung
Daraufhin kamen 46 Vertreter der Ritterschaft des Straubinger Ländchens und angrenzender Länder am 14. Juli 1489 im Gasthof Krone am Marktplatz in Cham (heute Boutique Kusch) zusammen und schlossen in aller Form den „Bund des Leon“. Es war bereits eine indirekte Kriegserklärung gegen Herzog Albrecht IV.
Als Abzeichen trugen die Ritter einen goldenen, die Edelknechte einen silbernen Löwen an einer Kette von 16 Gliedern. Zu den Mitgliedern gehörten die  Ritter von Degenberg, Nußberg, Notthafft, Sattelbogen, Murach, Parsberg, Stauffer zu Ehrenfels, Chamerau, Rain, Türling und andere. Zum Hauptmann wurde der Chamer Pfleger Sebastian Pflugk von Rabenstein gewählt. Auch Pfalzgraf Otto von Neumarkt und die Brüder von Herzog Albrecht, Christoph und Wolfgang, schlossen sich an.
1490 ging Pfalzgraf Otto jedoch zum Herzog über. Man verbündete sich nun am 15. September 1490 mit dem Schwäbischen Bund, und am 2. Oktober 1490 gewährte König Wladislaus von Böhmen dem Bund seine Unterstützung für 15 Jahre. Auf einem Reichstag in Nürnberg kam es 1491 zu einem Schlagabtausch zwischen einer 13-köpfigen Delegation des Löwlerbundes mit dem Herzog. König Maximilian, dessen Vermittlungsversuch erfolglos blieb, bestätigte am 6. Juli 1491 den Löwlerbund und seine Verbindung mit dem Schwäbischen Bund. Am 1. Oktober 1491 verhängte Kaiser Friedrich gegen die zu Albrecht übergegangene Stadt Regensburg die Reichsacht und übertrug deren Vollstreckung den Löwenrittern.

## Kriegsverlauf
Am 9. Dezember 1491 erließ Sigmund von Sattelbogen, der auf Burg Lichtenegg saß, zusammen mit dem Ritter Elsenbeck an den Herzog Albrecht einen förmlichen Absagebrief (auch Fehdebrief). Die Brüder Hieronymus und Bernhardin von Stauf schlugen in der Nacht vom 12. auf den 13. Dezember 1491 los und plünderten das herzogliche Dorf Pfatter und dessen Umgebung.
Daraufhin heuerte Herzog Albrecht auch böhmische Adelige an. Er rückte am 21. Dezember aus, Pfalzgraf Otto und die Stadt Nürnberg schickten Truppen zu seiner Unterstützung. Am 24. Dezember stand er vor Köfering, zwang Hieronymus von Stauff zur Übergabe und zerstörte am 26. Dezember 1491 die Veste Köfering und die Burg in Triftlfing. Er ließ die Dörfer der Stauffer, der Elsenbeck zu Gutting und der Sattelboger plündern.
Die Burg Prunn unter Wolf Fraunberger wurde im Dezember 1491 von den Truppen des Herzogs erstürmt. Am 5. Januar wurde Flügelsberg, die Veste der Parsberger, genommen. Am 23. Januar 1492 gelang es Herzog Albrecht, Sigmund von Sattelbogen und Stephan Mausheimer neben 60 Landsknechten in der erstürmten Burg Ehrenfels gefangen zu nehmen. Jedoch bereits im August wurde Sigmund wieder freigelassen. 1492 ließ Albrecht die Burg Traubling in Niedertraubling (Gemeinde Obertraubling) belagern. Nur dem Umstand, dass während der Belagerung der Niedertraublinger Burg König Maximilian, der spätere Kaiser, den Frieden mit Herzog Albrecht anbahnte, war es zu verdanken, dass die Niedertraublinger Burg nicht auch geschleift wurde.

## Friedensschluss
Am 23. Januar 1492 erneuerte Kaiser Friedrich die Reichsacht gegen Regensburg und sprach sie auch gegen alle Helfer der Stadt, insbesondere Herzog Albrecht aus. Als das Heer des Schwäbischen Bundes vor Augsburg erschien, kam es auf Vermittlung von König Maximilian vom 13. bis 25. Mai in Augsburg zu Unterhandlungen, wo Albrecht im Frieden von Augsburg die Aufgabe Regensburgs und anderer Ländereien zusagte.
Die Löwler setzten ihren Kampf fort, doch bald war Albrecht mit seinen Truppen zur Stelle und nahm nach 8-tägiger Belagerung am 8. Juni 1492 Burg Falkenfels ein, wo er mehrere Löwler gefangen nehmen konnte. Die Burg wurde niedergebrannt.
Am 10. April 1493 wurde schließlich in München ein Ausschusstag zur Friedensstiftung anberaumt, zu welchem nur 8 Löwler erschienen: Bernhardin und Hieronymus von Stauf zu Ernfels, Erasmus Paulsdorfer, Sigmund von Sattelbogen, der die meisten Beschwerden vorzubringen hatte und mit dem deshalb  ein eigener Vergleich geschlossen wurde, Jörg Paulsdorfer, Heinrich und Kaspar Nothafft, Jörg Parsberger und Albrecht von Murach.
Erst am 7. August 1493 kamen die Verhandlungen zu einem Abschluss. Im wichtigsten Artikel wurde zugesichert, dass die gemeine Landesfreiheit in Kraft bleiben und Irrungen über ihre Auslegung vor der Landschaft verhandelt werden sollten. Damit hatten die Löwler im Prinzip erreicht, was ursprünglich zur Gründung des Bundes geführt hatte. Der Bund hörte nun auf zu bestehen, die entstandenen Kriegsschäden wurden nicht ersetzt.